# 4th Indian Infantry Division
La 4th Indian Infantry Division fu una divisione di fanteria del British Indian Army, attiva durante la seconda guerra mondiale.
Creata in Egitto nell'ottobre 1939, la divisione vide un intenso impiego nel teatro dell'Africa e nel teatro del Mediterraneo della seconda guerra mondiale: nel dicembre 1940 prese parte all'operazione Compass contro gli italiani in Egitto, per poi essere spostata in Sudan nel gennaio 1941 per partecipare alla campagna dell'Africa Orientale Italiana, combattendo alla battaglia di Agordat e alla battaglia di Cheren; una sua brigata distaccata prese parte anche alla campagna di Siria nel giugno 1941. Riportata in Egitto, la divisione operò intensamente nel teatro di guerra del Nordafrica in forza alla Eighth Army britannica, prendendo parte all'operazione Battleaxe, all'operazione Crusader, alla seconda battaglia di El Alamein e agli ultimi combattimenti della campagna di Tunisia.
Nel dicembre 1943 la divisione fu inviata in Italia, prendendo parte ai pesanti combattimenti della battaglia di Cassino e quindi agli scontri della Linea Gotica dell'agosto-settembre 1944, mettendosi in luce come una delle migliori unità da montagna dell'Eighth Army; nel novembre 1944 la divisione fu inviata in Grecia, rimanendo qui di guarnigione fino al suo rimpatrio nel gennaio 1946. Con l'indipendenza dell'India il 15 agosto 1947 le sue tradizioni sono continuate dalla 4ª Divisione di fanteria dell'Esercito dell'India.

## Storia

### Operazioni in Egitto ed Eritrea
La divisione fu attivata in Egitto nell'ottobre 1939, un mese dopo l'entrata in guerra del Regno Unito e dei paesi del Commonwealth, dall'unione di due brigate di fanteria del British Indian Army inviate di guarnigione nel paese nelle settimane precedenti: la 5th Indian Infantry Brigade e la 11th Indian Infantry Brigade. Le brigate, come le unità equivalenti nell'intero British Indian Army, avevano un organico di tre battaglioni, due di truppe indiane e uno di truppe britanniche; le unità indiane erano comandate da ufficiali britannici, anche se gli indiani potevano accedere ai ruoli degli ufficiali inferiori fino al grado di capitano. Per completare l'organico della divisione fu inizialmente aggiunta una brigata di fanteria britannica, prima la 14th Infantry Brigade dal 1º giugno al 20 luglio 1940 e poi la 16th Infantry Brigade dal 9 settembre al 14 dicembre 1940; dal dicembre 1940 fu poi aggiunta una terza brigata indiana, la 7th Indian Infantry Brigade, che con le altre due brigate compatriote formò l'organico più o meno stabile della divisione; per tutta la sua carriera, comunque, la 4th Division scambiò spesso le proprie brigate con quelle in forza alla gemella 5th Indian Infantry Division o con altre unità del Commonwealth che operavano nel suo stesso settore, e la composizione interna delle stesse brigate variò più volte nel corso del conflitto.

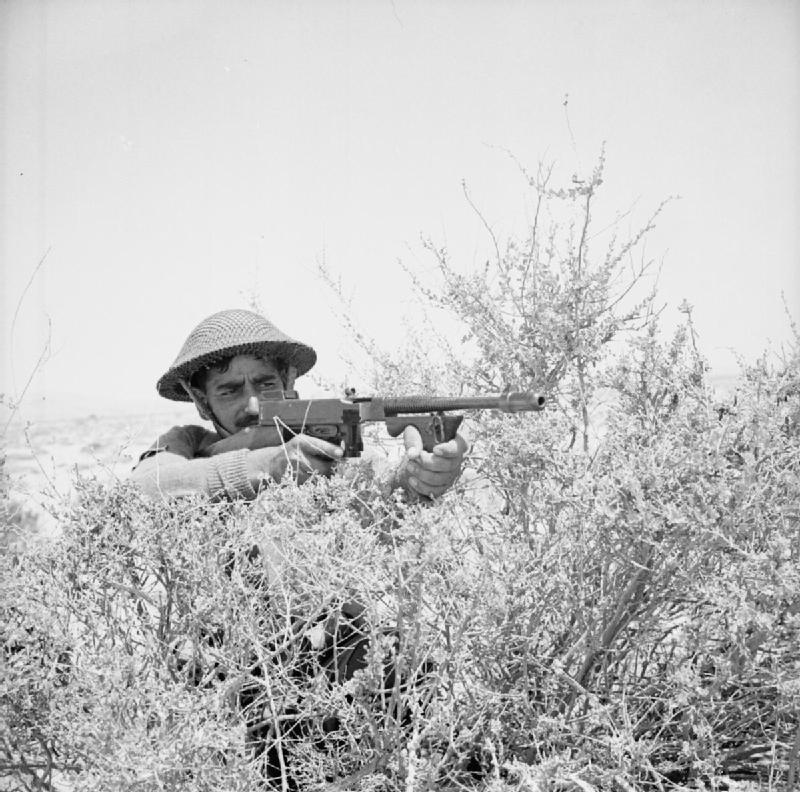
Un soldato della 4th Division si addestra con un mitra Thompson

La divisione si trovava ancora in fase di organizzazione, con poche truppe e armamenti obsoleti in dotazione, quando nel giugno 1940 il Regno d'Italia dichiarò guerra agli Alleati della seconda guerra mondiale, e non prese quindi parte alle prime operazioni belliche contro gli italiani; l'unità fu tuttavia rapidamente portata a pieno organico di uomini e dotazioni, giusto in tempo per partecipare nel dicembre 1940 all'operazione Compass, la controffensiva della Western Desert Force britannica del generale Richard O'Connor contro le unità italiane penetrate in Egitto. Rinforzata dai carri armati Mk II Matilda del 7th Royal Tank Regiment, nelle prime ore del 9 dicembre la 4th Division compì una manovra aggirante delle posizioni italiane, cogliendo di sorpresa e distruggendo il Raggruppamento sahariano "Maletti" nel corso della battaglia di Nibeiwa per poi piombare ad Alam el-Tummar sulle truppe trincerate della 2ª Divisione libica, che furono ben presto travolte. Elementi della divisione si spinsero, il 10 dicembre, in direzione di Sidi Barrani sulla costa, conquistata poi quella sera stessa con l'appoggio dei carri del 7th Regiment; due divisioni libiche e la 4ª Divisione CC.NN. "3 gennaio" furono così intrappolate in una sacca, venendo costrette a capitolare.
Subito dopo la capitolazione di Sidi Barrani, l'11 dicembre la 4th Division fu sottratta alle forze di O'Connor e inviata, ai primi di gennaio 1941, in Sudan per prendere parte alla campagna dell'Africa Orientale Italiana. Insieme alla gemella 5th Indian Division, la 4th Division costituì il nucleo centrale delle forze del generale William Platt, incaricate di occupare il Governatorato dell'Eritrea con un'offensiva dal Sudan orientale. L'offensiva partì alla fine di gennaio 1941, con le forze anglo-indiane di Platt che si aprirono la strada attraverso l'Eritrea occidentale respingendo le unità italiane nella battaglia di Agordat (26-31 gennaio); gli italiani ripiegarono in una solida posizione difensiva a Cheren, e a partire dal 2 febbraio la 4th Division fu impegnata nei duri scontri della battaglia di Cheren: dopo una prima fase di stallo in cui gli anglo-indiani si ritrovarono bloccati, una decisa offensiva delle forze di Platt portò infine alla conquista della posizione il 27 marzo seguente; un ufficiale indiano della 4th Division, il Subedar (capitano) Richhpal Ram, ottenne postumo la Victoria Cross, massima onorificenza dell'Impero britannico, per le sue azioni a Cheren.

### La campagna del Nordafrica

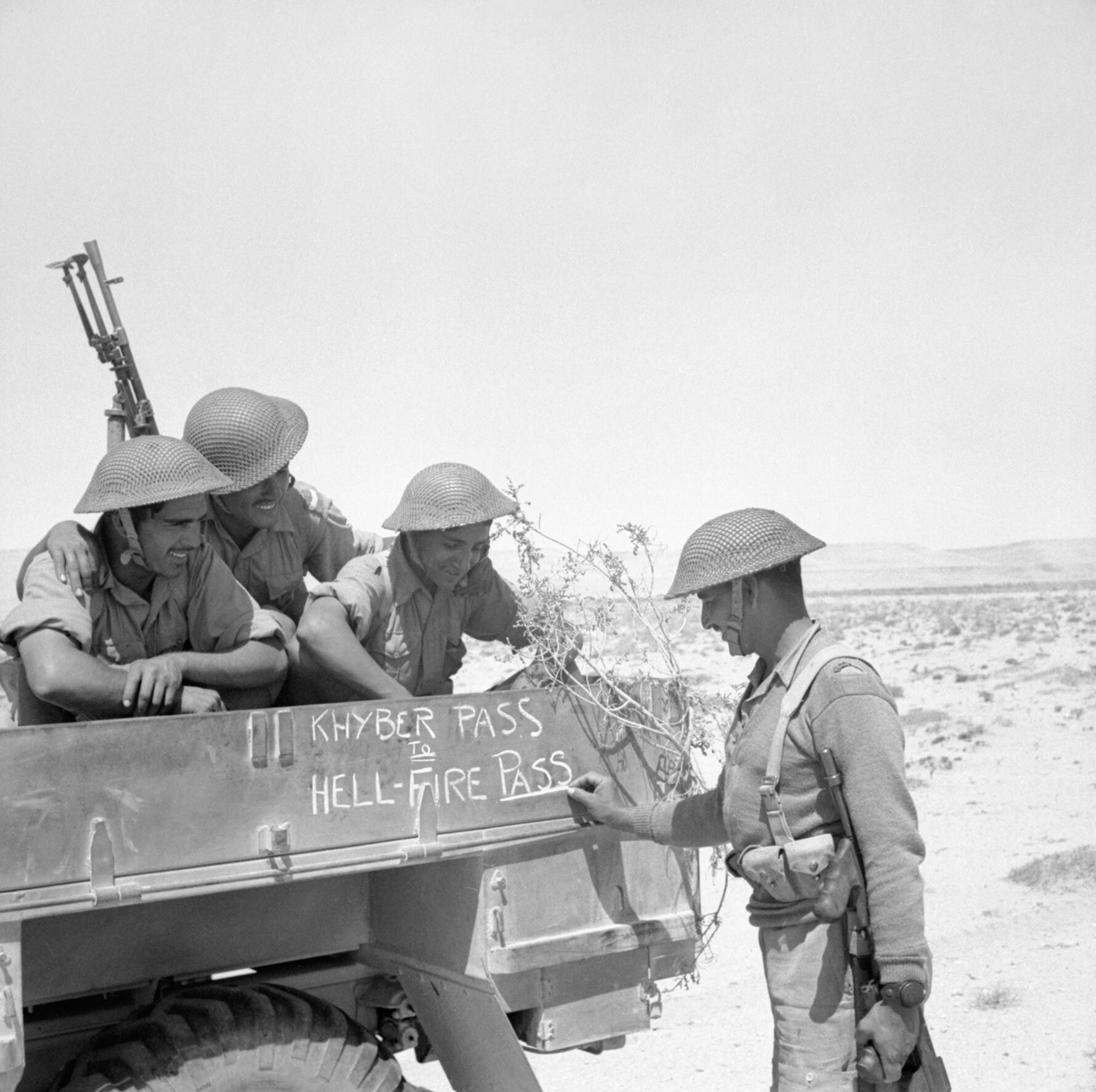
Soldati della 4th Indian Division in Nordafrica durante gli eventi dell'operazione Battleaxe

Unità della 4th Division occuparono poi Massaua l'8 aprile, ma la divisione al completo fu poco dopo ritirata dal fronte per essere riportata ancora una volta in Egitto. La 5th Brigade, temporaneamente distaccata dalla divisione, prese parte nel giugno 1941 alla campagna di Siria contribuendo alla cattura di Damasco, mentre il resto della 4th Division tornò in forza alla Western Desert Force (dall'ottobre 1941 ridesignata come XIII Corps) e operò nel settore libico-egiziano; con aggregata la 4th Armoured Brigade britannica, tra il 15 e il 17 giugno la divisione prese parte all'operazione Battleaxe, un fallito tentativo di liberare la guarnigione alleata assediata a Tobruch respinto dalle unità del Deutsches Afrikakorps. Nel novembre seguente la 4th Division, ora a ranghi completi dopo il ritorno della 5th Brigade dalla Siria, partecipò all'operazione Crusader, una riuscita offensiva delle unità della Eighth Army britannica che portò alla liberazione di Tobruch e all'occupazione dell'intera Cirenaica; nel corso di questo periodo la divisione di ritrovò frazionata e dispersa, con le sue brigate più volte sottratte al suo organico e aggregate a questa o quest'altra divisione dell'Eighth Army e cambiando spesso il suo ordine di battaglia.
Ritirata dal fronte, all'inizio dell'aprile 1942 la 4th Division era stata completamente dispersa, con la 7th Brigade inviata di guarnigione a Cipro, la 5th Brigade dislocata in Siria, l'11th Brigade in addestramento nella zona del Canale di Suez e il Central India Horse (il reggimento da ricognizione della divisione) di base in Iraq. Nel maggio seguente l'11th Brigade fu rapidamente riportata al fronte in Libia dopo lo sfondamento delle linee della Eighth Army nel corso della battaglia di Ain el-Gazala: aggregata alla 5th Indian Division, la brigata rimase tagliata fuori a Tobruch e fu presa interamente prigioniera quando la città capitolò nelle mani degli italo-tedeschi il 21 giugno, scomparendo dall'ordine di battaglia della Eighth Army per i successivi 18 mesi. La 5th Brigade arrivò al fronte giugno, e dopo aver evitato di poco un accerchiamento a Marsa Matruh la brigata si attestò sulla cresta di Ruweisat nelle vicinanze di El Alamein, che difese poi con successo dagli attacchi italo-tedeschi durante la prima battaglia di El Alamein (1º-27 luglio 1942).

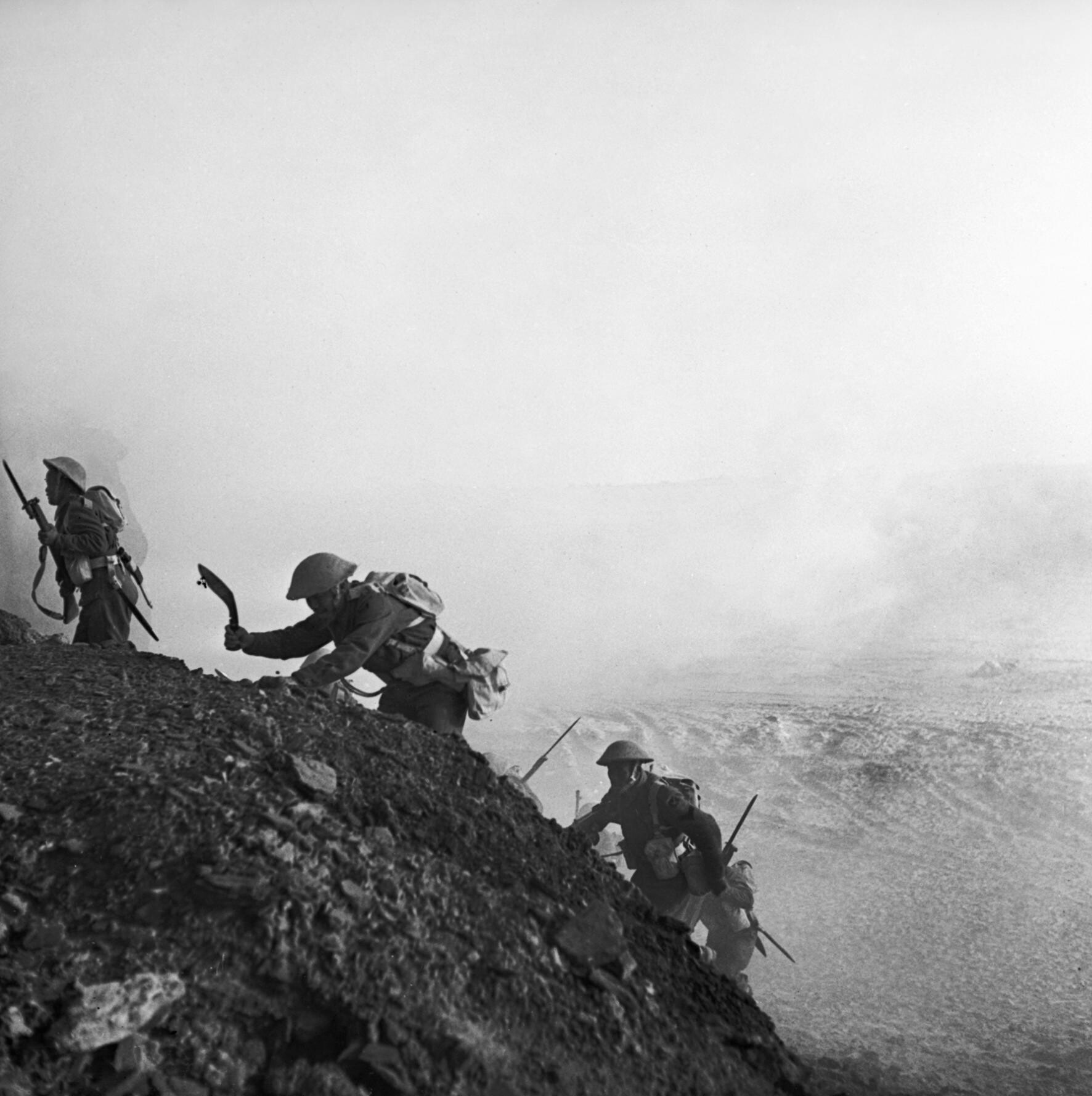
Truppe ghurka della 4th Division avanzano su terreno montuoso durante gli scontri in Tunisia del marzo 1943

La 4th Division fu ricostituita poco prima dell'avvio della seconda battaglia di El Alamein nell'ottobre 1942, riunendo alla 5th Brigade già il linea la 7th Brigade richiamata da Cipro e la nuova 161st Indian Infantry Brigade, rimasta in organico fino al dicembre seguente; la divisione giocò un ruolo piuttosto sussidiario durante la grande battaglia, ingaggiando duramente le forze dell'Asse nella zona della cresta di Ruweisat, al centro della linea degli Alleati, ma solo come manovra diversiva per coprire l'offensiva principale del resto della Eighth Army più a nord. Conclusa la battaglia, nel dicembre 1942 la divisione fu ancora una volta dispersa e frazionata, anche se su insistenza del suo comandante, il maggior generale Francis Tuker, l'unità fu infine ricostruita come forza unitaria nel marzo 1943 per prendere parte alla campagna di Tunisia; l'unità si distinse nei combattimenti in terra tunisina, mettendosi in luce in particolare per la sua abilità nei combattimenti in terreno montuoso: dopo aver partecipato con successo allo sfondamento della linea del Mareth (operazione Pugilist), la divisione subì dure perdite nei combattimenti attorno a Enfidaville prima di concludere la campagna con la presa di Tunisi il 13 maggio.

### La campagna d'Italia e la fine
La divisione rimase per alcuni mesi a riorganizzarsi in Nordafrica e, di nuovo su un organico comprendete la 5th, 7th ed 11th Indian Brigade, sbarcò poi in Italia il 7 dicembre 1943 per prendere parte alle operazioni belliche nella penisola. La divisione fu di stanza prima a Potenza, per poi essere spostata sulla linea del fronte a Orsogna all'inizio di gennaio 1944 in forza al X Corps britannico; il 6 febbraio seguente la divisione si unì alla 2nd New Zealand Division e alla 78th Infantry Division britannica sul fronte di Cassino. La divisione fu quindi coinvolta nei pesanti combattimenti della battaglia di Cassino, prendendo parte alla seconda grande offensiva alleata sferrata il 15 febbraio: la 4th Division intraprese sanguinosi assalti contro le alture tenute dai tedeschi a nord di Cassino, subendo pesanti perdite senza ottenere grossi risultati prima che l'azione si arenasse il 18 febbraio. La divisione fu di nuovo in prima linea durante la terza grande offensiva alleata a Cassino, sferrata il 15 marzo e proseguita fino al 23 marzo: ancora una volta i fanti indiani dovettero assaltare una serie di alture montuose strenuamente difese dai tedeschi, riuscendo a espugnare alcune posizioni a caro prezzo ma senza ottenere lo sfondamento decisivo.

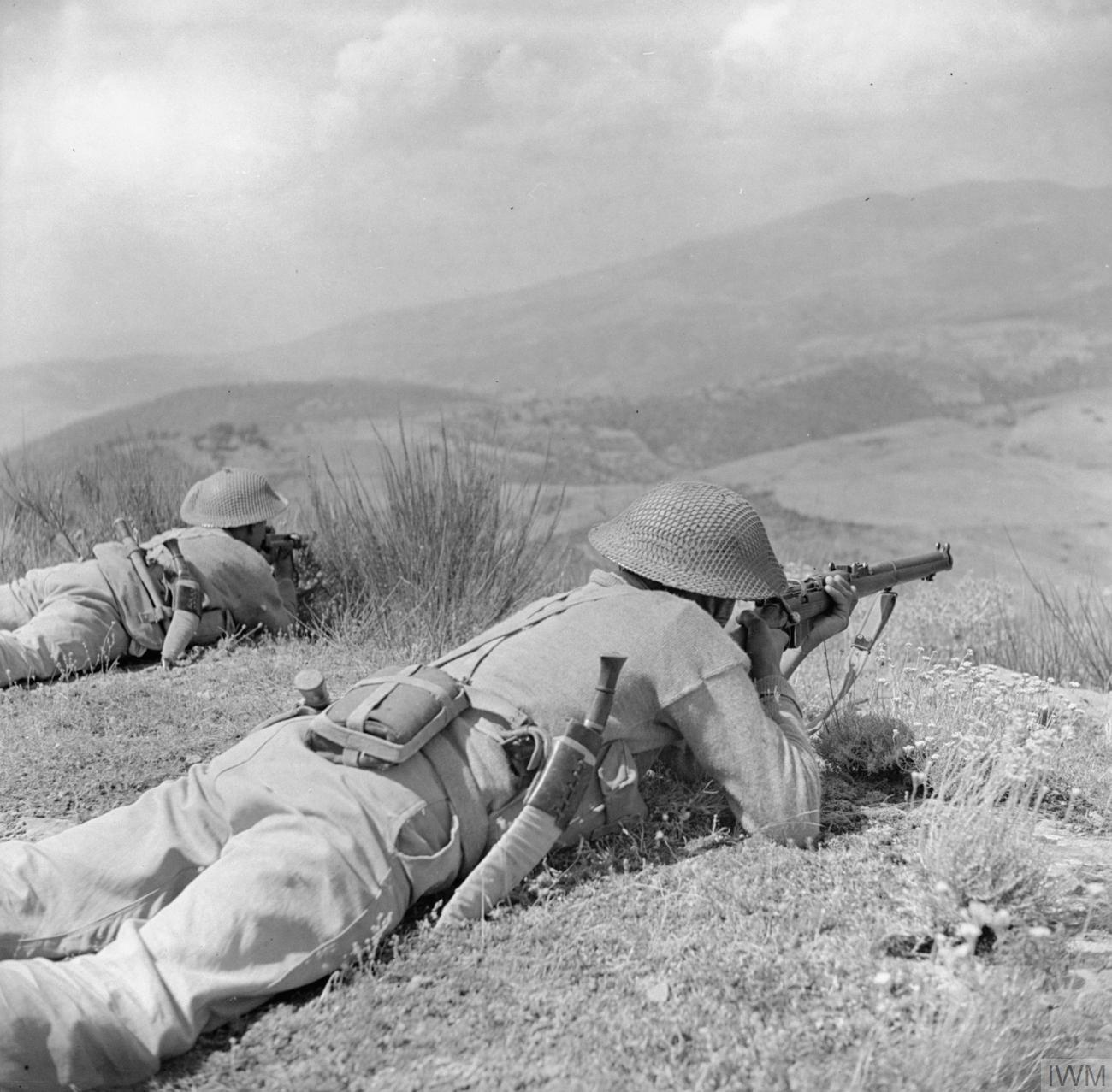
Ghurka della 4th Division in azione in Italia nel luglio 1944

La divisione fu ritirata dal settore di Cassino tra il 25 e il 26 marzo, per essere riorganizzata nelle retrovie; riportata in linea nel settore di Orsogna, dopo lo sfondamento del fronte tedesco a seguito della operazione Diadem in maggio la 4th Division partecipò all'inseguimento del nemico in ritirata attraverso l'Italia centrale, prendendo parte agli scontri lungo la Linea Albert. Riassegnata in forza al V Corps britannico, alla fine di agosto la 4th Division prese quindi parte ai primi scontri lungo la Linea Gotica nel settore adriatico: nell'ambito dell'operazione Olive, gli indiani liberarono San Marino il 20 settembre e aprirono la prima breccia nella "Linea Gialla" tedesca posta a protezione di Rimini, città poi liberata da altri reparti dell'Eighth Army il giorno seguente.
All'inizio di ottobre 1944 la divisione fu ritirata dal fronte italiano per essere inviata, nel novembre seguente, nella Grecia appena evacuata dai reparti tedeschi; ad Atene, tra dicembre 1944 e gennaio 1945, l'unità fu marginalmente coinvolta negli scontri della cosiddetta Dekemvriana, serie di combattimenti tra le forze realiste greche, sostenute dai britannici, e i partigiani comunisti del Fronte di Liberazione Nazionale. La divisione rimase di guarnigione in Grecia fino dopo la conclusione delle ostilità in Europa nel maggio 1945, venendo imbarcata per essere riportata in India solo nel gennaio 1946; nel corso della sua carriera bellica la 4th Indian Division riportò più di 25.000 perdite tra morti, feriti e dispersi (ben più dell'organico completo di una divisione di fanteria), e i suoi membri ricevettero più di 1.000 onorificenze tra cui quattro Victoria Cross e tre George Cross.
Una volta in patria, la divisione formò il nucleo della Punjab Boundary Force con sede a Lahore, responsabile del presidio della frontiera occidentale dell'India britannica. Con l'indipendenza dell'India il 15 agosto 1947 la divisione divenne quindi la nuova 4ª Divisione di fanteria dell'Esercito dell'India.

## Ordine di battaglia
Dicembre 1940
- 5th Indian Infantry Brigade
  - 1st Battalion, Royal Fusiliers[N 1]
  - 4th Battalion, 6th Rajputana Rifles
  - 3rd Battalion, 1st Punjab Regiment
- 11th Indian Infantry Brigade
  - 2nd Battalion, Queen's Own Cameron Highlanders
  - 1st Battalion, 6th Rajputana Rifles
  - 4th Battalion, 7th Rajput Regiment
- 16th Infantry Brigade
  - 1st Battalion, Queen's Regiment
  - 2nd Battalion, Royal Leicestershire Regiment
  - 2nd Battalion, Argyll and Sutherland Highlanders
- Truppe divisionali
  - Central India Horse (autoblindo da ricognizione)
  - 1st Battalion, Royal Northumberland Fusiliers (mitragliatrici pesanti)
  - 1st, 25th e 31th Field Regiment, Royal Artillery (artiglieria campale)
  - 3rd Regiment Royal Horse Artillery (artiglieria anticarro)
  - quattro compagnie dell'Indian Army Corps of Engineers (genieri)

Febbraio 1944
- 5th Indian Infantry Brigade
  - 1/4th Battalion, Essex Regiment
  - 1st Battalion, 6th Rajputana Rifles
  - 1st Battalion, 9th Gurkha Rifles
  - 5th Indian Infantry Brigade Reconnaissance Squadron
- 7th Indian Infantry Brigade
  - 1st Battalion, Royal Sussex Regiment
  - 4th Battalion, 16th Punjab Regiment
  - 1st Battalion, 2nd King Edward VII's Own Gurkha Rifles (The Sirmoor Rifles)
  - 7th Indian Infantry Brigade Reconnaissance Squadron
- 11th Indian Infantry Brigade
  - 2nd Battalion, Queen's Own Cameron Highlanders
  - 4th Battalion, 6th Rajputana Rifles
  - 2nd Battalion, 7th Gurkha Rifles
  - 11th Indian Infantry Brigade Reconnaissance Squadron
- Truppe divisionali
  - Central India Horse (autoblindo da ricognizione)
  - Machine Gun Battalion, 6th Rajputana Rifles (mitragliatrici pesanti)
  - 1st, 11th e 31th Field Regiment, Royal Artillery (artiglieria campale)
  - 149th (Lancashire Yeomanry) Anti-Tank Regiment, Royal Artillery (artiglieria anticarro)
  - 57th (King’s Own Yorkshire Light Infantry) Light Anti-Aircraft Regiment (artiglieria antiaerea)
  - quattro compagnie dell'Indian Army Corps of Engineers (genieri)

## Comandanti
- Maggior generale Percy Scarlett (Ottobre 1939 – Gennaio 1940)
- Maggior generale Philip Neame (Febbraio – Agosto 1940)
- Maggior generale Noel Beresford-Peirse (Agosto 1940 – Aprile 1941)
- Maggior generale Frank Messervy (Aprile – Dicembre 1941)
- Maggior generale Francis Tuker (Dicembre 1941 – Febbraio 1944)
- Generale di brigata Harry Dimoline (Febbraio – Marzo 1944)
- Maggior generale Alexander Galloway (Marzo 1944)
- Maggior generale Arthur Holworthy (Marzo 1944 – Gennaio 1945)
- Maggior generale Charles Boucher (Gennaio - Agosto 1945)

### Annotazioni
1. ↑  Nell'uso britannico e dei paesi del Commonwealth, il reggimento era solo un'unità cerimoniale e amministrativa: l'unità operativa di base era il battaglione, unito in brigate con altri battaglioni spesso provenienti da altri reggimenti.

### Fonti
1. ↑  Das, p. 379.
2. ↑  (EN) 4 Indian Infantry Division, su ordersofbattle.com (archiviato dall'url originale il 5 ottobre 2012).
3. 1 2 3 4 5 6  Molinari 1999, pp. 40-41.
4. ↑  Molinari 2007, pp. 156-158.
5. ↑  (EN) Richpal Ram, su it.findagrave.com. URL consultato il 12 aprile 2020.
6. ↑  Reagan, p. 19.
7. ↑  Ford, pp. 53-59.
8. ↑  Molony, p. 712.
9. ↑  Ford, pp. 65-72.
10. 1 2  Santangelo, pp. 54-55.
11. ↑  Das, p. 380.
12. ↑  (EN) Ravi Rikhye, Mandeep Bajwa, 4th Infantry Division: An Outline History, su orbat.com (archiviato dall'url originale il 14 giugno 2011).
13. ↑  (EN) 4th Indian Infantry Division (PDF), su flamesofwar.com. URL consultato il 13 aprile 2020.